# Ньябігу
Ньябігу — район (akarere) Західної провінції Руанди. Центр — місто Мукаміра.

## Поділ
Район Ньябігу поділяється на сектори (imirenge): Бігогуе, Йенда, Йомба, Кабатwа, Караго, Кінтобо, Мукаміра, Мурінга, Рамбура, Ругера, Рурембо та Шира.